# الفستان الوردي
الفستان الوردي هي لوحة زيتية رسمها الفنان الفرنسي فريديريك بازيل وهو في سن ال23 وهي الأن ضمن مقتنيات متحف أورسي.